# Décès en novembre 1998
Décès
- 1994
- 1995
- 1996
- 1997
- 1998
- 1999
- 2000
- 2001
- 2002

Pour une information complémentaire, voir la page d'aide.

| Date         | Nom                           | Activités | Âge | Source |
| ------------ | ----------------------------- | --- | --- | ------ |
| 1er novembre | Stanislav Zhuk                | patineur artistique russe | 63  |        |
| 2 novembre   | Tommy Duggan                  | acteur irlandais | 89  |        |
| 2 novembre   | Georges Mazars                | homme politique français | 63  |        |
| 3 novembre   | Marcel Barbotte               | journaliste, romancier et écrivain français | 95  |        |
| 3 novembre   | Bob Kane                      | dessinateur de comics américain | 83  |        |
| 3 novembre   | Martha O'Driscoll             | actrice américaine | 76  |        |
| 4 novembre   | Sadok Boussofara              | médecin et militant nationaliste tunisien | 91  |        |
| 4 novembre   | Marcel Peyrat                 | homme politique français | 85  |        |
| 5 novembre   | Momoko Kôchi                  | actrice japonaise | 66  |        |
| 5 novembre   | István Szőts                  | cinéaste hongrois | 85  |        |
| 6 novembre   | Mohamed Taki Abdoulkarim      | homme d'État comorien | 62  |        |
| 6 novembre   | Tom Bouthier                  | un des pionniers de la house au début des années 1990 en France | 27  |        |
| 6 novembre   | Niklas Luhmann                | sociologue allemand | 70  |        |
| 7 novembre   | Francis Bott                  | peintre allemand | 94  |        |
| 7 novembre   | Agenore Fabbri                | sculpteur et peintre italien | 87  |        |
| 7 novembre   | Gustave Malécot               | mathématicien français | 86  |        |
| 7 novembre   | Elisa Ruis                    | actrice française | 80  |        |
| 8 novembre   | Rumer Godden                  | femme de lettres anglaise | 90  |        |
| 8 novembre   | John Hunt                     | officier militaire britannique | 88  |        |
| 8 novembre   | Jean Marais                   | acteur français | 84  |        |
| 8 novembre   | André Monteil                 | homme politique français | 83  |        |
| 8 novembre   | Madeleine Sorel               | résistante belge, déclarée Juste parmi les nations par l'institut Yad Vashem                                                                                           | 94  |        |
| 9 novembre   | Paul Cotteret                 | directeur de la photographie français | 102 |        |
| 9 novembre   | Baya                          | peintre algérienne | 66  |        |
| 10 novembre  | Jean Leray                    | mathématicien français | 92  |        |
| 10 novembre  | Hal Newhouser                 | joueur de baseball américain | 77  |        |
| 11 novembre  | Frank Brimsek                 | gardien de but professionnel américain de hockey sur glace | 85  |        |
| 11 novembre  | Gérard Grisey                 | compositeur français | 52  |        |
| 11 novembre  | Kenny Kirkland                | pianiste de jazz américain | 42  |        |
| 11 novembre  | Aniceto Utset                 | coureur cycliste espagnol | 65  |        |
| 11 novembre  | Nagaharu Yodogawa             | critique de films, historien du cinéma et personnalité de la télévision japonaise                                                                                      | 88  |        |
| 12 novembre  | Yvon Chotard                  | éditeur français, syndicaliste patronal et le représentant de la France auprès de l’Organisation internationale du travail                                             | 77  |        |
| 12 novembre  | Jack Gelineau                 | joueur canadien de hockey sur glace professionnel | 74  |        |
| 12 novembre  | Stéphane de Habsbourg-Toscane | archiduc d’Autriche et prince de Toscane | 66  |        |
| 12 novembre  | Paul Hoffman                  | joueur américain de basket-ball | 73  |        |
| 12 novembre  | Hendrik Timmer                | joueur de tennis néerlandais | 94  |        |
| 13 novembre  | Ilya Dévine                   | écrivain mordve | 76  |        |
| 13 novembre  | Edwige Feuillère              | actrice française | 91  |        |
| 13 novembre  | Valerie Hobson                | actrice britannique d'origine irlandaise | 81  |        |
| 13 novembre  | Red Holzman                   | joueur puis entraîneur américain de basket-ball | 68  |        |
| 13 novembre  | Claude Serre                  | dessinateur français. | 59  |        |
| 13 novembre  | Clarence d'Entremont          | historien et généalogiste canadien | 89  |        |
| 15 novembre  | Stokely Carmichael            | militant noir américain, leader du "Comité de coordination des étudiants non-violents ("Student Nonviolent Coordinating Committee" (SNCC)) et du "Black Panther Party" | 57  |        |
| 15 novembre  | Henryk Chmielewski            | boxeur polonais | 84  |        |
| 15 novembre  | Federico Krutwig              | politicien, écrivain et académicien basque de langue basque et espagnole                                                                                               | 77  |        |
| 15 novembre  | Martin Pître                  | écrivain et journaliste acadien | 35  |        |
| 16 novembre  | Ludvík Daněk                  | athlète tchécoslovaque | 61  |        |
| 16 novembre  | Roger de Lafforest            | journaliste et écrivain français | 93  |        |
| 17 novembre  | Cornelia Bouman               | joueuse de tennis néerlandaise | 94  |        |
| 17 novembre  | Efim Geller                   | joueur d'échecs soviétique puis russe | 73  |        |
| 17 novembre  | Norbert Moret                 | compositeur suisse | 76  |        |
| 17 novembre  | Jacques Médecin               | homme politique français | 70  |        |
| 17 novembre  | Dick O'Neill                  | acteur américain | 70  |        |
| 17 novembre  | Esther Rolle                  | actrice américaine | 78  |        |
| 17 novembre  | Georges Saadeh                | homme politique libanais | 57  |        |
| 17 novembre  | Reinette l'Oranaise           | chanteuse et compositrice juive d'Algérie d'expression arabe, parfois française                                                                                        | 82  |        |
| 18 novembre  | Jeanine Moulin                | écrivain belge | 86  |        |
| 18 novembre  | Aurélio de Lira Tavares       | général brésilien et chef d'État du Brésil | 92  |        |
| 19 novembre  | Tetsuya Théodore Fujita       | scientifique japonais | 78  |        |
| 19 novembre  | Alan J. Pakula                | producteur et réalisateur américain | 70  |        |
| 20 novembre  | Roland Alphonso               | saxophoniste jamaïcain | 67  |        |
| 20 novembre  | Meredith Gourdine             | athlète américain, spécialiste du saut en longueur | 69  |        |
| 21 novembre  | Fabian Ver                    | général philippin, chef des Forces armées des Philippines sous Ferdinand Marcos                                                                                        | 77  |        |
| 22 novembre  | Nicky Blair                   | acteur américain | 72  |        |
| 22 novembre  | Yves Blais                    | homme politique québécois | 67  |        |
| 22 novembre  | Peter Deman                   | agent du service secret britannique Special Operations Executive pendant la Seconde Guerre mondiale                                                                    | 77  |        |
| 22 novembre  | Stu Ungar                     | joueur professionnel de poker et de gin rami | 44  |        |
| 23 novembre  | Yvette Frontenac              | poète et écrivain française | 73  |        |
| 23 novembre  | Dan Osman                     | grimpeur américain connu pour sa pratique de sport extrême comme l'escalade en solo                                                                                    | 35  |        |
| 24 novembre  | John Chadwick                 | philologue britannique | 78  |        |
| 24 novembre  | Jean Dromer                   | haut fonctionnaire, banquier et homme d'affaires français | 69  |        |
| 24 novembre  | Nicholas Kurti                | physicien anglais d'origine hongroise | 90  |        |
| 25 novembre  | Nelson Goodman                | philosophe et logicien américain | 92  |        |
| 25 novembre  | Joseph Legrand                | homme politique français | 89  |        |
| 25 novembre  | Valdemar Nyman                | écrivain finlandais de langue suédoise | 94  |        |
| 25 novembre  | Fiatau Penitala Teo           | premier gouverneur général des Tuvalu | 86  |        |
| 25 novembre  | Flip Wilson                   | acteur et scénariste américain | 64  |        |
| 26 novembre  | Mike Calvert                  | général de brigade britannique | 85  |        |
| 27 novembre  | Barbara Acklin                | chanteuse américaine | 55  |        |
| 27 novembre  | Moshé Flato                   | physicien et mathématicien, fondateur et directeur du Laboratoire de physique mathématique de l'Université de Bourgogne                                                | 61  |        |
| 27 novembre  | Joseph Ijsewijn               | professeur belge à la Katholieke Universiteit Leuven, reconnu comme autorité en littérature néo-latine                                                                 | 65  |        |
| 27 novembre  | Andreï Iakovlevitch Sergueïev | écrivain, poète et traducteur russe | 64  |        |
| 28 novembre  | Pepe Kalle                    | chanteur congolais | 46  |        |
| 28 novembre  | Gustave Kouassi Ouffoué       | général et diplomate ivoirien | 57  |        |
| 28 novembre  | Maurice Seynaeve              | coureur cycliste belge spécialiste du cyclo-cross | 91  |        |
| 29 novembre  | Gino De Dominicis             | peintre, sculpteur, philosophe et architecte italien | 51  |        |
| 29 novembre  | Maurice Gatsonides            | pilote de rallye néerlandais, constructeur et inventeur | 87  |        |
| 29 novembre  | Živojin Pavlović              | réalisateur, écrivain et peintre serbe | 65  |        |
| 29 novembre  | Joseph Venturini              | professeur de littérature et écrivain français | 73  |        |
| 29 novembre  | Philippe Yacé                 | homme politique ivoirien | 77  |        |
| 30 novembre  | Djamel Bouaïchaoui            | Footballeur international algérien. | 46  |        |
| 30 novembre  | Ruth Clifford                 | actrice américaine | 98  |        |
| 30 novembre  | Simon Nkoli                   | militant anti-apartheid, homosexuel engagé dans la lutte contre le SIDA en Afrique du Sud                                                                              | 40  |        |